# Футбол для осіб з ампутацією

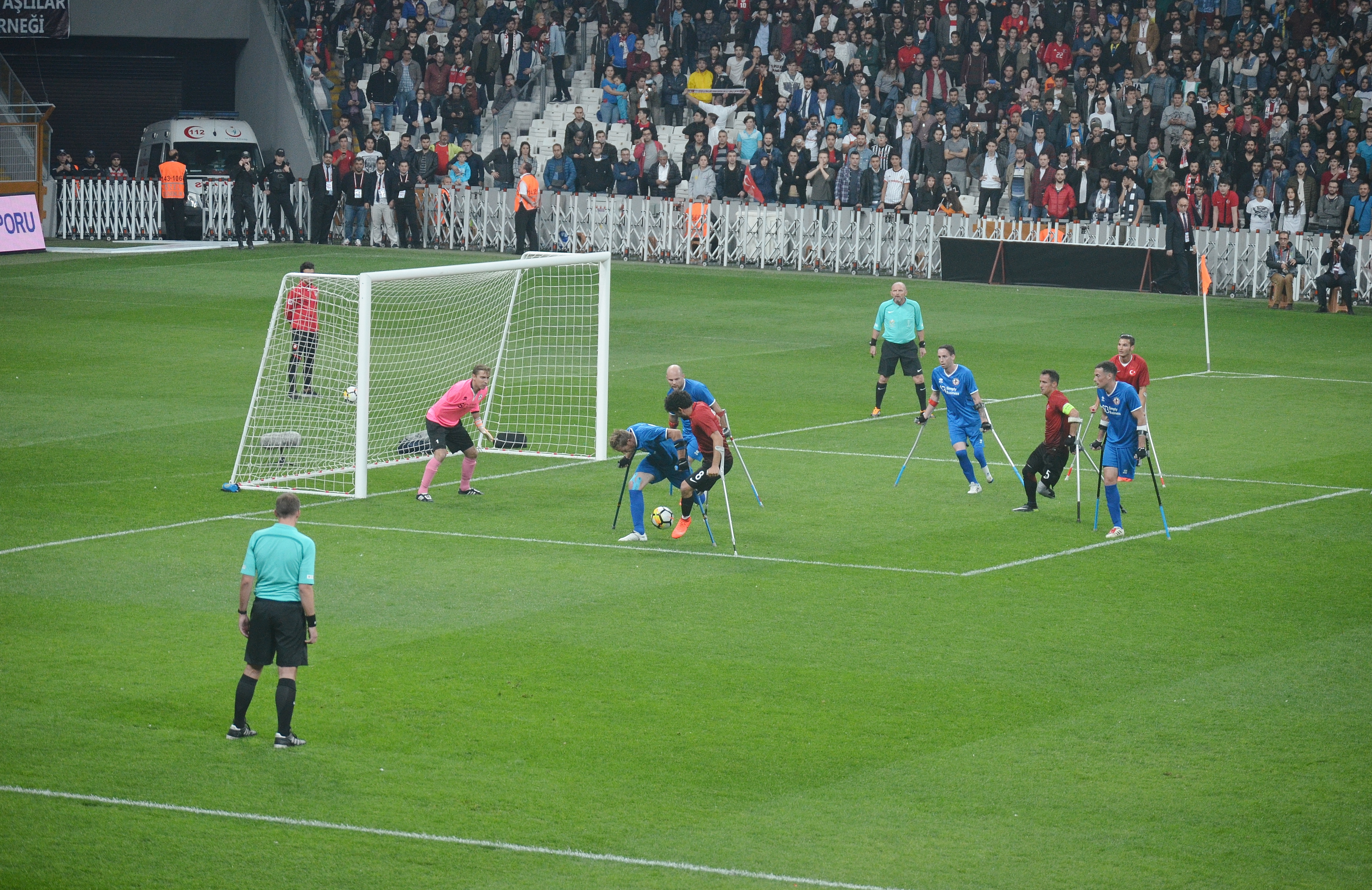
Фінал Чемпіонату Європи 2017 між командами Англії (синя) та Туреччини (біло-червона).

Футбол для осіб з ампутацією (англ. Amputee football) — це вид спорту, адаптація футболу для осіб з інвалідністю, в якому беруть участь по сім гравців з кожної команди (шість польових гравців та один воротар). У польових гравців присутня ампутація (або деформація) нижньої кінцівок, а у воротарів ампутація (або деформація) верхньої кінцівок. Польові гравці грають без протезів, використовуючи ліктьові милиці для руху.

## Чемпіонати світу (Amputee Football World Cup)
|    | Рік  | Місце проведення | Кількість команд | Переможець | 2 місце    | 3 місце    | 4 місце    |
| 1  | 1984 | Сіетл            |                  |            |            |            |            |
| 2  | 1988 | Сіетл            |                  | Сальвадор  | США        | Англія     |            |
| 3  | 1989 | Сіетл            |                  |            |            |            |            |
| 4  | 1991 | Ташкент          |                  |            |            |            |            |
| 5  | 1998 | Манчестер        |                  | Росія      | Узбекистан | Бразилія   |            |
| 6  | 2000 | Сіетл            |                  | Бразилія   | Росія      | Україна    |            |
| 7  | 2001 | Ріо-де-Жанейро   |                  | Бразилія   | Росія      | Англія     |            |
| 8  | 2002 | Сочі             |                  | Росія      | Бразилія   | Узбекистан |            |
| 9  | 2003 | Ташкент          | 4                | Росія      | Україна    | Бразилія   | Узбекистан |
| 10 | 2005 | Ріо-де-Жанейро   | 6                | Бразилія   | Росія      | Англія     | Україна    |
| 11 | 2007 | Анталія          | 10               | Узбекистан | Росія      | Туреччина  |            |
| 12 | 2010 | Креспо           |                  | Узбекистан | Аргентина  | Туреччина  | Росія      |
| 13 | 2012 | Калінінград      | 12               | Узбекистан | Росія      | Туреччина  | Аргентина  |
| 14 | 2014 | Кульякан         | 23               | Росія      | Ангола     | Туреччина  | Польща     |
| 15 | 2018 | Гвадалахара      | 24               | Ангола     | Туреччина  | Бразилія   | Мексика    |

## Інші турніри
|      | Назва турніру                               | Місце проведення | Дата            | Кількість команд | Переможець | 2 місце   | 3 місце      |
| 1999 | 1st Open European Championships             | Київ             |                 |                  | Бразилія   | Росія     | Узбекистан   |
| 2006 | Volgograd Open Championships                | Волгоград        | 24 — 30 вересня |                  | Росія      | Англія    | Узбекистан   |
| 2007 | 1st All-Africa Amputee Soccer Tournament    | Фрітаун          | лютий           |                  | Гана       | Ліберія   | Сьєрра-Леоне |
| 2008 | European Amputee Football Championship      | Стамбул          | 2-10 жовтня     |                  | Росія      | Туреччина | Англія       |
| 2016 | Amp Futbol Cup 2016                         | Варшава          |                 | 6                | Росія      | Польща    | Англія       |
| 2017 | Amp Futbol Cup 2017                         | Варшава          | 24–25 червня    | 6                | Англія     | Польща    | Японія       |
| 2017 | European Amputee Football Championship 2017 | Стамбул          | 1-10 жовтня     |                  | Туреччина  | Англія    | Польща       |
| 2018 | Amp Futbol Cup 2018                         | Варшава          | 8-9 вересня     | 6                | Англія     | Росія     | Польща       |
| 2019 | Amp Futbol Cup 2019                         | Варшава          | 7-8 вересня     | 6                | Польща     | Росія     | Франція      |
|      | Чемпіонат Європи 2021                       | Краків           |                 | 16               |            |           |              |

## Правила гри
Офіційними правилами FIFA є:
- Особою з ампутацією вважається та, котра має вкорочену верхню або нижню кінцівку.
- Польові гравці мають дві руки та лише одну ногу для гри, тоді як воротарі мають дві ноги та одну руку для гри.
- Польові гравці рухаються на металевих ліктьових милицях без протезів.
- Гравцям забороняється використовувати милиці для контролю, ведення або блокування м'яча. Не випадковий контакт милиці з м'ячем буде покараний як гра рукою. Однак допускається випадковий контакт.
- Гравці не можуть використовувати ампутовані кінцівки (кикоті) для контролю, ведення або блокування м'яча. Не випадковий контакт кикоті з м'ячем буде покараний як гра рукою. Однак допускається випадковий контакт.
- Вимагається носіння щитка.
- Гра милицею проти іншого гравця розцінюється як грубий фол та несе за собою вилучення з поля гравця-порушника та призначення штрафного удару (може змінюватись відповідно до турніру).
- Максимальний розмір воріт 2,2 метри в висоту та 5 метрів в ширину.
- Використовується стандартний м'яч ФІФА
- Довжина тайму складає 25 хвилин (залежно від турніру) з перервою на 10 хвилин.
- Для обох команд дозволяється двохвилинний тайм-аут на гру.
- Правило офсайду не застосовується
- Команда складається з шести польових гравців та воротаря. Однак для певних турнірів можливі зміни в правилах.
- Воротар не має права покидати свою зону. Якщо це буде зроблено навмисно, гравець буде вилучений з поля, а команді призначено пенальті.
- Протягом матчу дозволяється робити необмежену кількість замін.